# Fusão de poderes (política)
A fusão de poderes é uma característica de algumas formas parlamentares de governo, onde diferentes ramos do governo estão misturados, normalmente os ramos executivo e legislativo. É contrastado com a separação de poderes encontrada nas formas de governo presidencial e semipresidencial, onde os poderes legislativo e executivo são na origem separados pelo voto popular. A fusão de poderes existe em muitas democracias parlamentares, senão na maioria. No entanto, em todas as políticas democráticas modernas, o judiciário não possui poderes legislativos ou executivos.
O sistema surgiu pela primeira vez como resultado da evolução política no Reino Unido ao longo de muitos séculos, quando os poderes do monarca foram limitados pelo Parlamento. Acredita-se que o próprio termo fusão de poderes tenha sido cunhado pelo especialista constitucional britânico Walter Bagehot.

## Prós e contras
Uma vantagem da fusão de poderes, segundo seus defensores, é que é mais fácil para o governo agir. Não existe virtualmente nenhuma maneira de haver um impasse da maneira que às vezes pode ocorrer quando o legislativo e o executivo estão separados. Veja, no entanto, a Crise Constitucional Australiana de 1975 para um contraexemplo (em relação à natureza executiva dupla de alguns sistemas parlamentares).
A desvantagem de uma fusão de poderes, paradoxalmente, é o poder que dá ao Poder Executivo, e não ao Poder Legislativo. Em uma fusão de poderes, o chefe de governo deve ter a confiança da maioria na legislatura. Se a maioria for composta por membros do próprio partido, o chefe de governo pode usar esses apoiadores para controlar os negócios da legislatura, protegendo assim o executivo de ser verdadeiramente responsável e ao mesmo tempo aprovar quaisquer leis convenientes para o governo. Uma revolta de membros do próprio partido do governo (ou, se o governo for de coalizão ou governo minoritário, apoiando partidos) é possível, mas a disciplina partidária, juntamente com a tendência de muitos eleitores de votar contra governos instáveis, torna tal revolta pouco atraente e, portanto, rara.
Muitos estados responderam a isso instituindo ou mantendo legislaturas multicamerais, nas quais todas as casas devem aprovar a legislação da mesma forma. A casa responsável é geralmente a mais poderosa e a única com o poder real de encerrar o governo. Outras casas, no entanto, muitas vezes podem vetar ou pelo menos adiar projetos de lei controversos, talvez até que o desempenho do governo possa ser julgado pelo eleitorado. Eles também fornecem fóruns adicionais para investigação sobre a conduta do executivo. Além disso, como o futuro do governo não está em jogo em outras casas, os membros do partido governista ou da coalizão nessas casas podem ser mais livres para se opor a políticas governamentais específicas com as quais discordam. Uma segunda abordagem para conter o poder executivo é a eleição da casa responsável por alguma forma de representação proporcional, como no caso do Japão. Isso muitas vezes, mas não necessariamente, leva a coalizões ou governos minoritários. Esses governos têm o apoio do legislativo quando sua sobrevivência está em jogo, mas um controle menos absoluto sobre seus procedimentos.
Uma fusão de poderes foi especificamente rejeitada pelos formuladores da constituição americana por medo de que ela concentrasse um nível perigoso de poder em um corpo. No entanto, outros países rejeitam o sistema presidencialista pelo mesmo motivo, argumentando que concentra muito poder nas mãos de uma pessoa, especialmente se o impeachment e a destituição do cargo forem difíceis.

## Exemplos

### Austrália
A Austrália tem um sistema parlamentar parcialmente derivado de Westminster, no qual o poder executivo é inteiramente composto por membros do poder legislativo. Os ministros do governo são obrigados a ser membros do parlamento – mas o judiciário federal protege estritamente sua independência dos outros dois poderes.

### Canadá
O Canadá, como outros países parlamentares que usam o sistema de Westminster, tem uma fusão entre os poderes executivo e legislativo, com o primeiro-ministro e outros ministros do gabinete sendo membros do parlamento. O senador Eugene Forsey, do Canadá observou que "no Canadá, o governo e a Câmara dos Comuns não podem estar em desacordo por mais de algumas semanas. Governo ou uma nova Câmara dos Comuns". No entanto, os dois ramos têm papéis distintos e, em certos casos, podem entrar em conflito um com o outro. Por exemplo, em junho de 2021, o presidente da Câmara dos Comuns instruiu um membro do serviço público a cumprir uma ordem da Câmara dos Comuns para compartilhar determinados documentos com a Câmara dos Comuns, e o servidor público se recusou a fazê-lo. O governo federal anunciou que vai contestar a decisão do presidente na Justiça Federal.

### Dinamarca
O governo dinamarquês conta com a confiança do parlamento, o Folketinget, para permanecer no poder. Se houver uma moção de censura bem-sucedida contra o governo, ela desmorona e um novo governo é formado ou novas eleições são convocadas. Assim, o Poder Executivo depende do Poder Legislativo.

### França
A atual Quinta República Francesa é um exemplo da fusão de poderes de um país que não segue o sistema de Westminster. Em vez disso, a França segue um modelo conhecido alternativamente como sistema semipresidencial ou sistema 'presidencial-parlamentar misto', que existe em algum lugar entre as democracias parlamentares e as democracias presidencialistas.

### Israel
Israel tem um sistema parlamentar derivado de Westminster, no qual o governo é geralmente composto por membros do Knesset, o parlamento de Israel. É legalmente possível em Israel nomear ministros que não sejam membros do Knesset, mas isso geralmente não é feito. Por lei, o primeiro-ministro e o vice-primeiro-ministro devem ser membros do Knesset.

### Suécia
O sistema parlamentar na Suécia, desde sua nova constituição em 1974, instituiu uma fusão de poderes por meio da qual o princípio da "soberania popular" serve como a luz orientadora do princípio do governo e forma a primeira linha da constituição.

### Reino Unido
O Reino Unido é geralmente considerado o país com a mais forte fusão de poderes. Até 2005, o Lord Chancellor era uma fusão completa de todos os ramos, sendo orador na Câmara dos Lordes, ministro do governo à frente do Departamento do Lord Chancellor e chefe do judiciário.